# Катастрофа DC-8 в Токио (1982)
Катастрофа DC-8 в Токио — авиационная катастрофа пассажирского авиалайнера Douglas DC-8-61 авиакомпании Japan Air Lines (JAL), произошедшая во вторник 9 февраля 1982 года в Токийском заливе около токийского аэропорта Ханэда, при этом погибли 24 человека и ещё 77 получили ранения.

## Самолёт
Douglas DC-8-61 (по другим данным — DC-8-60) с заводским номером 45889 и серийным 291 был выпущен в марте 1967 года. Авиалайнеру присвоили регистрационный номер N8775 и продали американской авиакомпании Eastern Air Lines, в которую он поступил 28 мая. 23 июля 1973 года его купила японская авиакомпания Japan Air Lines (JAL), где после перерегистрации бортовой номер сменился на JA8061. Оснащён четырьмя турбовентиляторными двигателями Pratt & Whitney JT3D-3B. На день катастрофы налетал 36 955 часов.

## Экипаж
Состав экипажа рейса JL350 был таким:
- Командир воздушного судна (КВС) — 35-летний Сэйдзи Катагири (англ. Seiji Katagiri, яп. 片桐清二)[2]. Налетал 5698 часов, 3869 из них на Douglas DC-8 (484 из них в должности КВС).
- Второй пилот — 33-летний Ёсифуми Исикава (англ. Yoshifumi Ishikawa, яп. 石川幸史)[2]. Налетал 3391 час, 186 из них на Douglas DC-8.
- Бортинженер — 48-летний Ёсими Одзаки (англ. Yoshimi Ozaki, яп. 尾崎よしみ)[2]. Налетал 6560 часов, 3564 из них на Douglas DC-8.

В салоне самолёта работали 5 бортпроводников.

## Катастрофа
Борт JA8061 выполнял утренний пассажирский внутренний рейс JL350 из Фукуоки в Токио и в 07:34 со 166 пассажирами и 8 членами экипажа на борту взлетел с ВПП №16 аэропорта Фукуоки, а после набора высоты занял эшелон FL290 (8,84 км). Полёт на эшелоне прошёл нормально и в 08:22 рейс 350 начал снижаться к Токио сперва до эшелона FL160 (4,88 км), а затем и до высоты 3000 футов (910 м). После того, как в 08:35 было дано разрешение на посадку на ВПП №33, экипаж выпустил закрылки сперва на 5°, а через минуту на 25°. В 08:39 были выпущены шасси, а через 2 минуты (в 08:41) угол выпуска закрылков довели до 50°. Над Токио стояла хорошая погода и дул северный ветер со скоростью 20 узлов. В 08:42 авиалайнер прошёл высоту 1000 футов (300 м), а в 08:43:25 второй пилот доложил о высоте стабилизации 500 футов (150 м), но командир в нарушение инструкций промолчал. В 08:43:50 «Дуглас» на скорости 133 узла прошёл высоту 300 футов (91 м), а второй пилот предупредил командира, что они приближаются к высоте принятия решения 200 футов (61 м). Через 6 секунд (в 08:43:56) сигнал радиовысотомера предупредил о достижении высоты принятия решения, а через 3 секунды об этом сказал и второй пилот.

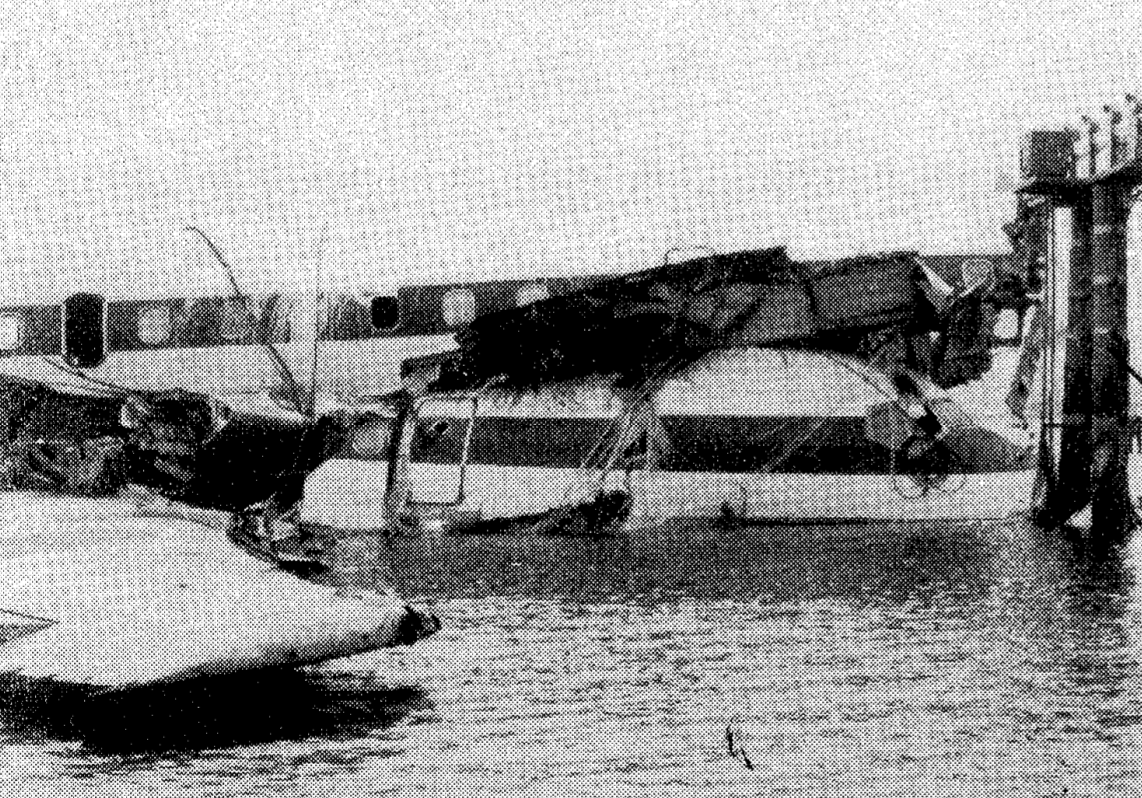
Носовая часть рейса 350

Когда в 08:44:01 авиалайнер на скорости 130 узлов опустился уже до высоты 164 фута (50 м), командир неожиданно отключил автопилот, толкнул штурвал «от себя», направив нос вниз, и перевёл рычаги управления двигателями назад, лишив самолёт тяги. Второй пилот, крикнув: Командир, что вы делаете?, попытался спасти ситуацию, но малая высота не дала ему этого сделать. Рейс JL350 врезался в мелководье Токийского залива, в результате чего от удара оторвались носовая часть фюзеляжа с кабиной пилотов и правая плоскость крыла. Несмотря на то, что катастрофа произошла на мелководье, 24 пассажира погибли от полученных ранений; также ранения получили ещё 77 человек.

## Причины
Президент авиакомпании JAL Ясумото Такаги (англ. Yasumoto Takagi, яп. 高木 養根) заявил, что причиной катастрофы стало психическое расстройство командира экипажа. Как было установлено, с декабря 1980 года по ноябрь 1981 года он был отстранён от лётной работы и проходил лечение из-за психического отклонения. После 11 месяцев лечения психологи посчитали, что он выздоровел, и за несколько месяцев до катастрофы командира восстановили в лётной службе.